# 张克瑶
张克瑶（1883年—1938年1月25日），别号喻珊，安徽寿州（今寿县）人。中华民国军事将领。

## 生平
张克瑶早年毕业于开平武备学堂及北洋将弁学堂。历任山东陆军第五镇管带、标统。武昌起义爆发后，张克瑶在山东响应。
中华民国成立后，陆军第五镇改称陆军第五师。1914年7月30日，张树元被北京政府任命为陆军第五师师长。1914年8月3日，陆军第五师步兵第十旅奉命改为陆军第一混成旅，仍由施从滨任旅长，原步兵第十旅步兵第十九、第二十团团长潘鸿钧、张克瑶分别出任陆军第一混成旅步兵第一、第二团团长。 
1918年1月4日，大总统发布任命施从滨、潘鸿钧、张克瑶署山东暂编陆军第一师师旅长令，任命施从滨署山东暂编陆军第一师师长，潘鸿钧署山东暂编陆军第一师步兵第一旅旅长、张克瑶署第二旅旅长。民国7年（1918年）6月27日，北京政府陆军部裁撤山东暂编陆军第一师，该师的第一、第二旅改设为两个混成旅。1918年6月27日，大总统令任命潘鸿钧为陆军第一混成旅旅长，张克瑶为山东陆军混成第一旅旅长。
后来，因与吴佩孚发生争执，张克瑶辞职。1923年2月10日，获授将军府将军。1924年，张克瑶迎孙中山北上并恢复军职。1926年，被北京政府任命为第七十六师师长、陆军上将，驻山东。1927年2月1日获授将军府克威将军。
1927年，张克瑶加入北伐军，同年5月14日任国民革命军第三十三军第二师师长。1928年2月12日，升任第三十三军军长。后来兼任第七十师师长。1928年7月25日，任编遣之后的第一师副师长。1930年3月17日，任安徽省政府委员。1930年11月13日，任军事参议院参议。张克瑶还曾担任驻豫绥靖公署总参议。1936年1月28日，获任中将。抗日战争爆发后，张克瑶曾经在安徽组织民军。 
1938年1月25日，张克瑶病逝于香港。